# Tiānshàng rénjiān
Tiānshàng rénjiān (天上人间S, lett. "Cielo e Terra"), noto anche col titolo internazionale di Love Will Tear Us Apart, è un film del 1999 scritto e diretto da Yu Lik-wai, al suo esordio alla regia di un lungometraggio.
È stato presentato in concorso al 52º Festival di Cannes.

## Trama
Ying, una giovane appena immigrata ad Hong Kong, comincia a prostituirsi, attirando l'attenzione di Jian, un criminale di bassa lega che gestisce uno squallido videonoleggio porno. Mentre pensa a come approcciarla, Jian prova a chiarire la diretta interessata la natura della sua relazione con Yan, anch'essa un'immigrata, passata dall'aprire una scuola di ballo a lavorare come addetta agli ascensori di un palazzo, e vedersela anche con Chun, un uomo della provincia di Hainan che ripara ascensori e cliente scontento del suo videonoleggio.